# Гаманович, Виталий Викторович
Виталий Викторович Гаманович (род. 24 августа 1974, Новополоцк, Витебская область) — белорусский футболист, полузащитник.

## Биография
Дебютировал во взрослом футболе в первом сезоне независимого чемпионата Беларуси во второй лиге в составе «Нафтана» (Новополоцк). Вместе с клубом прошёл путь от второй лиги до высшей. Победитель второй лиги 1994/95 и первой лиги в осеннем сезоне 1995 года.
В 1999 году перешёл в «Белшину» (Бобруйск), с которой стал обладателем Кубка Беларуси 1998/99. По окончании сезона вернулся в «Нафтан», где выступал ещё четыре года. В 2001 году со своим клубом вылетел из высшей лиги, в 2002 году стал серебряным призёром первой лиги и заслужил право на повышение в классе, также в этом сезоне стал лучшим бомбардиром клуба (13 голов).
В 2004 году провёл полсезона в клубе первой лиги «Сморгонь», затем играл во второй лиге за «Полоцк» и «Торпедо-Кадино» (Могилёв). В 31-летнем возрасте завершил карьеру.
Всего в высшей лиге Беларуси сыграл 154 матча и забил 25 голов. За «Нафтан» во всех лигах за 12 лет провёл более 250 матчей, забил 69 голов.
После окончания профессиональной карьеры играл в ведомственных и любительских соревнованиях в Новополоцке.

## Достижения
- Обладатель Кубка Беларуси 1998/99
- Победитель первой лиги Беларуси: 1995
- Серебряный призёр первой лиги Беларуси: 2002